# Marcel Busieau
Marcel Busieau (Wasmes, 31 juillet 1914 - Boussu, 3 août 1995) était un professeur, homme politique belge, bourgmestre et ministre du Parti socialiste belge (P.S.B.).

## Biographie
Marcel-Alfred Busieau, né à Wasmes le 31 juillet 1914, est le fils d'Alfred Busiau, mineur puis échevin socialiste de Wasmes et de Léa Dufrasne. 
Il milite à la section des étudiants socialistes de Mons, puis devient secrétaire régional du syndicat des enseignants socialistes (P.E.S.). 
Durant la Seconde Guerre mondiale, après avoir participé à l'UTMI d'Henri De Man, tentative syndicale d'ordre nouveau née dans le sillage de la défaite de mai 1940, il rejoint la résistance et édite un journal clandestin (La Pensée socialiste). 
Après la guerre, il travaille comme professeur à l'École technique du Borinage à Hornu puis comme inspecteur de l'enseignement technique. Il est aussi chargé de cours aux Écoles techniques du Hainaut. Il est élu secrétaire régional de la CGSP-Enseignement et le reste jusqu'à sa nomination comme ministre. 
Au niveau communal, il est nommé bourgmestre de Wasmes en 1953 où il prend la suite d'Hector Fauvieau et le reste jusqu'en 1976. Après la fusion des communes, il devient le premier bourgmestre de Colfontaine de 1977 à 1983. Il siège ensuite comme conseiller communal de 1983 à 1989.
Au niveau national, il est élu député de l'arrondissement de Mons à la Chambre des représentants en 1954, mandat qu'il exerce jusqu'en 1956. Par cooptation, il passe ensuite au Sénat en 1956 à la suite du décès de Jean Rolland et ce, jusqu'en 1968. Il est sénateur provincial de 1971 à 1977 et de 1979 à 1981 et sénateur élu directement de 1977 à 1978. Il sera vice-chef de groupe des élus socialistes au Sénat. 
Il est nommé ministre des P.T.T. du 25 avril 1961 au 18 janvier 1963, dans le gouvernement Lefèvre. Il démissionne pour des raisons de santé. 
Il est finalement conseiller régional wallon de 1980 à 1981.

## Publications
- Démocratie et enseignement (Avec Abel Dubois, préface : Léo Collard) (1958).
- Jean Jaurès et son vivant message (1980).
- Dix femmes qui ont marqué leur époque (Avec Anne-Marie Lizin) (1982).
- Les cinq Présidents (Préface : Guy Spitaels).
- Regards; Souvenirs et réflexions après soixante années de vie militante (1992).